# 莆田縣
莆田县，中国旧县名。
南陈废帝設立管轄區，當年治所位置在今中華人民共和國福建省莆田市东南一帶。中間曾一度遭廢縣。隋朝开皇九年（589年）重新設立，次年又廢。唐朝武德五年（622年）析南安县又置，移治今市。武周圣历二年（699年），析置清源县。同年，又以莆田县、南安县和龙溪县置武荣州，后属泉州。宋朝为兴化军治。元朝为兴化路治。明、清为兴化府治。
民国初年，兴化府废，属南路道（福建省）、廈門道，后直属福建省。1934年时，属第四行政督察區。1949年6月，中國共產黨撤消福莆永县委，改中共莆田县委为中共莆田县工委，在此地开展游击战争。而後中國人民解放军在取得渡江战役胜利后，南下浙江、福建。8月17日，第三野战军攻占省会福州市。21日，闽中游击支队莆田大队进攻莆田城关，最终占领莆田县。然而有两个外岛——大坵和小坵并未被中共政权占領而仍在中华民国政府的管辖之下；1954年，设立烏坵鄉，並由金門縣代管至今。1949年后，莆田县曾属福建省第五专区、泉州专区、晋江专区。1970年，与仙游县划入闽侯专区。1971年，闽侯专区改为地区，同年改名莆田地区，莆田县仍隶之。1983年，废除莆田地区，设立地级莆田市，莆田县析置城厢、涵江二区。2002年撤销莆田县，分别划入城厢、涵江二区和新设的荔城、秀屿二区。